# To Beast Or Not To Beast
To Beast Or Not To Beast es el sexto álbum de estudio de la banda de hard rock finlandés Lordi, que se publicó el 1 de marzo de 2013. Como es tradicional para la banda, sus trajes se renovaron nuevamente para el lanzamiento de este álbum.
El lanzamiento del primer sencillo, The Riff, tuvo lugar el 8 de febrero de 2013. El álbum tenía previsto su lanzamiento antes, pero se vio afectado por el fallecimiento del exbatería de la banda Otus.
Junto con la noticia del lanzamiento del nuevo álbum salieron otras dos noticias. La primera, que la banda haría un tour en 2013 por toda Europa (Tour Beast Or Not Tour Beast), y la segunda, dos nuevos miembros en la banda, Mana el batería y Hella la pianista.
Posteriormente, antes de darse la lista de canciones del álbum, se dio el título del primer sencillo del mismo titulado "The Riff" y la última canción del álbum "SCG6: Otus' Butcher Clinic", la cual es un solo de batería realizado por Otus en París en el año 2010. Lordi incluyó esta canción en este álbum a modo de tributo al fallecido batería.
Mr. Lordi, vocalista de la banda citó esto tras la publicación del nombre del álbum:

El camino hacia este álbum ha sido realmente difícil. Sin embargo, la nueva formación de la banda nos ha dado un toque nuevo y fresco y una ventaja energética para el proceso de grabación y para el propio álbum en sí.

## Grabación
La grabación del álbum comenzó el 1 de septiembre de 2012 en los estudios WireWorld, ubicados en Nashville, Estados Unidos. En ese lugar se grabaron varias demos de canciones, de las cuales salieron las 11 que componen el álbum.
La grabación tuvo de nuevo lugar con el productor Michael Wagener, produciendo álbumes para Ozzy Osbourne, Alice Cooper y Janet Jackson o mezclando el álbum Master of Puppets de Metallica.

## Portada
Mr. Lordi, quien diseñó la portada y todo el arte visual de Lordi comentó: 

El dibujo de la portada es una parte de una gran imagen. La obra de arte original tiene una señora vestida con el estilo de los años 20 sosteniendo un cráneo con cuernos, que, sin embargo, no fue el punto principal de la obra de arte. Algo no estaba bien con el entorno, así que hice experimentos con varias versiones y marcos. El título del álbum fue Upgradead en aquel momento, y la pintura se hizo con ese título en mente. Pero ahora, con un concepto cambiado de la obra de arte, el título no parece encajar mejor. No lo consideramos un nombre de clase A cualquiera. A nuestro guitarrista Amen se le ocurrió el título final, que nos pareció adecuado y perfecto tanto para el diseño de la portada como el del álbum.

## Lista de canciones[6]
| Edición Estándar |                                            |                                          |          |  |
| N.º              | Título                                     | Escritor(es)                             | Duración |  |
| 1.               | «We're Not Bad for the Kids (We're Worse)» | Amen, Mr. Lordi, Tracy Lipp              | 3:23     |  |
| 2.               | «I Luv Ugly»                               | Mr. Lordi, Tracy Lipp                    | 3:48     |  |
| 3.               | «The Riff»                                 | Mr. Lordi, Amen, Tracy Lipp              | 3:44     |  |
| 4.               | «Something Wicked This Way Comes»          | Amen, Mr. Lordi, Tracy Lipp              | 4:58     |  |
| 5.               | «I'm the Best»                             | Mr. Lordi, PK Hell                       | 3:16     |  |
| 6.               | «Horrifiction»                             | Mr. Lordi, Tracy Lipp                    | 3:29     |  |
| 7.               | «Happy New Fear»                           | Mr. Lordi, Ox, PK Hell, Amen, Tracy Lipp | 4:46     |  |
| 8.               | «Schizo Doll»                              | Mr. Lordi, Tracy Lipp                    | 4:34     |  |
| 9.               | «Candy for the Cannibal»                   | Mr. Lordi, PK Hell, Tracy Lipp           | 4:43     |  |
| 10.              | «Sincerely with Love»                      | Mr. Lordi, Tracy Lipp                    | 3:14     |  |
| 11.              | «SCG6: Otus’ Butcher Clinic»               | Otus                                     | 3:24     |  |
| 43:18            |                                            |                                          |          |  |

| Versión japonesa |                  |              |          |  |
| N.º              | Título           | Escritor(es) | Duración |  |
| 12.              | «Hulking Dynamo» | Mr. Lordi    | 3:03     |  |
| 46:21            |                  |              |          |  |

## Créditos
- Mr. Lordi - Vocalista
- Amen - Guitarrista
- OX - Bajista
- Hella - Teclista
- Mana - Batería
- Otus - Batería (SCG6: Otus' Butcher Clinic)
- Kita - Batería (Hulking Dynamo)
- Enary - Teclista (Hulking Dynamo)
- Magnum - Bajista (Hulking Dynamo)

## Sencillo
1. «The Riff» - 8 de febrero de 2013

## Rendimiento
| Año  | Listas             | Semana | Posición |
| ---- | ------------------ | ------ | -------- |
| 2013 | Finlandia (Top 50) | 11     | 8        |
| 2013 | Alemania (Top 100) | 11     | 56       |
| 2013 | Austria (Top 100)  | 11     | 67       |
| 2013 | Suiza (Top 100)    | 11     | 95       |